# Kenneth Jensen
 Der er flere personer med dette navn, se Kenneth Jensen (håndboldtræner).
Kenneth Jensen (født 14. oktober 1969) er en tidligere dansk fodboldspiller. Han huskes især for sin tid i Herfølge Boldklub, hvor han var med til at vinde det overraskende mesterskab i sæsonen 1999/2000. I den sæson markerede han sig både med titlen for årets mål og med at blive topscorer for mesterholdet med 10 mål.
Kenneth Jensen trak sig tilbage i 2004, efter at han sammen med resten af holdet havde sikret Herfølge overlevelse i den bedste række. Før skiftet til Herfølge i 1999 spillede Kenneth Jensen i F.C. København, OB, B1909, B1913 og OKS. Hans favoritposition på banen var venstre kant, som han også spillede i Herfølges mesterskabssæson.